# Tiana (personaggio)
Tiana Rogers è la protagonista del film d'animazione della Disney La principessa e il ranocchio del 2009. È basata sul personaggio immaginario della principessa creato dai Fratelli Grimm per la loro versione de Il principe ranocchio. È stata inserita al nono posto nell'elenco ufficiale delle Principesse Disney, dopo Mulan e prima di Rapunzel.

## Biografia del personaggio
Tiana è una ragazza incredibilmente laboriosa e disincantata che vuole aprire il ristorante che suo padre James, prima di morire, le ha promesso; per realizzare questo desiderio lavora come cameriera giorno e notte, senza concedersi momenti di tranquillità. Una sera partecipa alla festa del martedì grasso dell'amica Charlotte, figlia del sindaco di New Orleans, durante la quale le si sporca il costume che sostituisce con uno da principessa, prestatole da Charlotte. Proprio quest'abito farà credere al principe Naveen, trasformato in rana dal malvagio Dottor Facilier, di baciare una principessa. Purtroppo Tiana, dopo aver baciato il principe, si trasforma a sua volta in una rana. Per ritornare umani dovranno andare da Mama Odie, una strega vudù che vive nel bel mezzo di un bayou. Dopo una lunga serie di vicissitudini, purtroppo i due non riescono a ritrasformarsi in tempo, ma si sono innamorati e decidono di sposarsi, anche se sono destinati a rimanere rane. Dopo la cerimonia i due si baciano, e in quel momento ritornano umani, proprio perché sposando Naveen, Tiana è diventata una principessa. Viene poi organizzato un secondo matrimonio con parata e festeggiamenti. Alla fine del film, il sogno della protagonista diventa realtà: apre il ristorante "La Reggia di Tiana" (Tiana's Palace), assieme a Naveen e Louis (un alligatore amante del jazz incontrato nel bayou).

## Caratterizzazione
Tiana è una donna di colore con capelli neri come Biancaneve, Jasmine, Mulan, Vaiana e Pocahontas; ha 19 anni come Cenerentola e sogna di aprire un ristorante.

## Accoglienza
Tiana è stata accolta positivamente dalla critica. Helen O'Hara di Empire l'ha descritta come «un’eroina dalla testa dura che lavora duramente e mostra concentrazione». Catherine Shoard del The Guardian ha elogiato Tiana, congratulandosi con la Disney per aver creato «un’eroina che è un vero personaggio». Betsy Sharley del Los Angeles Times l'ha definita "bella" e "turbolenta". Carey Bryson di About.com ha elogiato Tiana, definendola sia «una favolosa nuova principessa» che «un modello da seguire».
Tiana è nota per essere la prima principessa nera della Disney. La decisione dello studio di creare un'eroina nera ha ricevuto un'accoglienza mista. Mentre alcuni critici, come Richard Watson, hanno lodato il film per aver offerto una tanto attesa "rottura della tradizione", altri hanno scritto molte critiche e speculazioni. Rachel Bertsche del O, The Oprah Magazine ha definito l'arrivo di una principessa Disney nera un "superamento della barriera", "atteso da tempo". Peter Bradshaw del The Guardian ha scritto: «Queste persone nere trascorrono gran parte del film come adorabili e minacciose creature verdi. La Disney potrebbe voler raggiungere un pubblico di colore - ma il colore verde non era quello che avevamo in mente». Patricia Williams, sempre del The Guardian, che ha ammesso di nutrire una generale antipatia per i film d'animazione della Disney e per i personaggi presenti in essi, comprese le principesse, ha accusato la Disney di essere «imperdonabilmente in ritardo» nella loro creazione di un'eroina nera. Williams, tuttavia, ha trovato che Tiana era «più coraggiosa della maggior parte delle principesse», paragonandola a Fiona del franchise di Shrek, e ha reagito positivamente alla rappresentazione di Tiana come instancabile magnate del ristorante femminista.
Dopo l'uscita dei trailer di Ralph spacca Internet, in cui appaiono Tiana e le altre Principesse Disney, la Disney è stata accusata di aver cambiato il colore della pelle di Tiana con un tono più chiaro, un naso più stretto e con caratteristiche europee rispetto al suo aspetto dal film di provenienza. In risposta alle accuse, la Disney ha invitato la doppiatrice di Tiana, Anika Noni Rose, e il gruppo Color of Change ai Walt Disney Animation Studios per ridisegnare l'aspetto di Tiana in Ralph spacca Internet per assicurarsi che assomigli maggiormente al suo aspetto originale; il modello aggiornato del personaggio è stato rivelato nel secondo trailer del film.